# Philip Hicks
Il brigadiere Philip Hugh Whitby Hicks MC, Distinguished Service Order e CBE (Warwick, 25 settembre 1895 – Hartley Wintney, 8 ottobre 1967) è stato un militare britannico durante la prima e la seconda guerra mondiale.
Fu nominato sottotenente nel Royal Warwickshire Regiment nel 1914, durante la prima guerra mondiale, e combatté sul fronte occidentale. Nella seconda guerra mondiale fu comandante della 1ª Brigata di atterraggio, della 1st Airborne Division. Comandò la brigata nel teatro del Mediterraneo durante l'operazione Ladbroke, parte dell'invasione alleata della Sicilia, nel luglio 1943 e durante la battaglia di Arnhem, parte dell'operazione Market Garden, nel settembre 1944.
Dopo la seconda guerra mondiale si ritirò dall'esercito britannico e lavorò per la International Refugee Organization e la National Playing Fields Association prima della sua morte nel 1967.

## Biografia
Hicks era nato il 25 settembre 1895 a Warwick, nel Warwickshire. Figlio del dottor Philip Hicks e della scrittrice Beatrice Whitby, studiò al Winchester College nell'Hampshire.
Hicks era un membro dell'esercito della Forza Territoriale numero 15075 e il 23 ottobre 1914 fu nominato 2º luogotenente nel 1/7º Battaglione, Reggimento del Royal Warwickshire. Il 1/7º Battaglione prestava servizio con il 1/5°, 1/6° e 1/8º battaglione come parte della 143ª (1/1a Warwickshire) Brigata, parte della 48ª (South Midland) Divisione, che prese parte alla battaglia della Somme nel 1916 e alla terza battaglia di Ypres nel 1917. Ricevette una commissione regolare dell'esercito il 23 giugno 1916. Hicks venne menzionato nei dispacci del 13 novembre 1916, mentre prestava servizio con il 7 ° battaglione.
Nel maggio 1918, si trasferì al 1º Battaglione, Royal Warwickshire Regiment, che faceva parte della 10ª Brigata della 4ª Divisione. Mentre prestava servizio nella 4ª divisione ricevette una croce militare nel 1918, durante l'offensiva dei cento giorni negli ultimi mesi della guerra. La citazione affermava: "Per la cospicua galanteria e devozione al dovere durante un'incursione diurna. Comandò il suo gruppo nel modo più abile e fu in gran parte responsabile del suo successo. Furono uccisi circa 50 nemici, molti dei quali colpiti da lui con il suo revolver e furono presi due prigionieri. La sua condotta è stata splendida." L'8 novembre 1918 Hicks fu nuovamente menzionato nei dispacci.
Rimase nell'esercito dopo la prima guerra mondiale e fu promosso capitano nel gennaio 1922. Prestò servizio nell'India britannica tra il novembre 1924 e il gennaio 1926. L'anno successivo, il 19 novembre 1927, sposò Patty Fanshaw, figlia del brigadiere Lionel Arthur Fanshawe. Ebbero due figli, un maschio e una femmina. Nel novembre 1924 divenne l'aiutante di campo del comandante distrettuale di Karachi fino al gennaio 1926. Nel marzo 1931 tornò al Royal Warwickshire Regiment, unendosi al 2º Battaglione a Khartum. La sua successiva nomina fu come capitano di stato maggiore del distretto di Guernsey e Alderney tra l'aprile 1933 e il marzo 1936, quando fu promosso maggiore. Nel gennaio 1937 tornò al 2º Battaglione, Royal Warwickshire Regiment, che era tornato nel Regno Unito e con base a Tidworth Camp. Rimase con il 2º Battaglione fino al gennaio 1939, quando si trasferì di nuovo al 1º Battaglione, il Royal Warwickshire Regiment, che all'epoca prestava servizio a Faizabad.
All'inizio della seconda guerra mondiale era ancora un maggiore, ma fu promosso tenente colonnello ad interim nel maggio 1940, comandante del 2º Battaglione, Royal Warwickshire Regiment, che, dal febbraio 1940 prestava servizio nella 144ª Brigata del 48ª divisione di fanteria (South Midland). Il battaglione svolse un ruolo di primo piano nella battaglia di Dunkerque, parte della battaglia di Francia, per la quale Hicks ricevette un Distinguished Service Order.
Nel 1942 ricevette il comando di una formazione aviotrasportata, la 1st Airlanding Brigade, parte della 1st Airborne Division, e nel 1943 fu promosso brigadiere. Durante l'operazione Ladbroke, parte dell'invasione alleata della Sicilia, l'aliante di Hicks atterrò in mare a 1,6 km al largo. Hicks e gli altri uomini a bordo decisero di nuotare fino a riva. Una volta lì, radunò una forza e si preparò ad attaccare una batteria di artiglieria costiera. Per le sue azioni in Sicilia ricevette un secondo Distinguished Service Order. La citazione affermava: "Il brigadiere Hicks comandò e guidò la 1ª Brigata di atterraggio aereo nel suo attacco al chiaro di luna a Siracusa nella notte dal 9 al 10 luglio 1943. Il suo stesso aliante atterrò in mare. Lui e il suo gruppo nuotarono a terra e presero parte alla lotta contro le difese costiere nemiche. Durante l'intera operazione il brigadiere Hicks ha mostrato le più alte qualità di leadership, coraggio e devozione al dovere."
Durante la battaglia di Arnhem, parte dell'operazione Market Garden, nella notte tra il 17 e il 18 settembre, il comandante della 1ª divisione aviotrasportata, il generale Robert Urquhart, venne dichiarato disperso e il brigadiere Hicks assunse il comando della 1ª divisione aviotrasportata durante una periodo cruciale. Dopo la fine della battaglia, il feldmaresciallo Sir Bernard Montgomery scrisse in una lettera al capo di stato maggiore imperiale (CIGS), il feldmaresciallo Sir Alan Brooke, che "Non c'è dubbio che Hicks abbia fatto molto bene ad Arnhem, ma senza dubbio è stato troppo per lui e ora non è in grado di combattere di nuovo in battaglia in questa guerra". Montgomery continuò a raccomandare che Hicks fosse preso in considerazione per il comando di un'area in Inghilterra o all'estero.
Il 23 marzo 1945 fu nominato Commendatore dell'Ordine dell'Impero Britannico (CBE).
Nel maggio 1948 Hicks si ritirò dall'esercito e divenne commissario regionale per l'Organizzazione internazionale per i rifugiati in Germania tra il 1948 e il 1952. Divenne poi membro del consiglio della National Playing Fields Association di Londra, tra il 1955 e il 1961. Morì l'8 ottobre 1967 a Hartley Wintney nell'Hampshire.